# Маслов, Николай Евгеньевич
Никола́й Евге́ньевич Ма́слов (16 мая 1960 — 18 июля 2017, Санкт-Петербург) — советский и российский хоккеист, нападающий, бронзовый призёр чемпионата СССР (1987), в 1998—1999 годах — главный тренер команды СКА (Санкт-Петербург), мастер спорта СССР.

## Биография
Николай Маслов родился 16 мая 1960 года. Начинал играть в хоккей с шайбой в детской команде «Ленмясокомбината». С пятнадцати лет — в ленинградской команде СКА. Первые матчи за СКА в высшей лиге чемпионата СССР по хоккею Маслов провёл в сезоне 1977—1978 годов. В 1978 году в составе юниорской сборной СССР завоевал серебряные медали на чемпионате Европы по хоккею среди юниоров (провёл три игры, забросив три шайбы), а в 1979 году в составе молодёжной сборной СССР стал чемпионом мира среди молодёжных команд (провёл шесть игр, забросив одну шайбу).
В 1980 году, после конфликта с тренером, Маслов оказался в армии, а при попытке сбежать из неё попал в дисциплинарный батальон. Этим был вызван двухлетний перерыв в хоккейной практике. Возвратившись из армии, Маслов выступал за СКА до 1991 года, а впоследствии, в 1993—1994 годах, провёл там ещё один сезон. В СКА его партнёрами по тройке нападения в разные годы были Борис Боков, Николай Шамарин, Андрей Андреев, Михаил Панин и другие. В сумме Маслов провёл за СКА 463 матча, забросив 85 шайб. Был капитаном команды, в том числе в сезоне 1986—1987 годов, когда ленинградский СКА стал бронзовым призёром чемпионата СССР по хоккею. Впоследствии Маслов рассказывал: «Мы и „серебро“ тогда могли взять, но проиграли <…> в Москве „Динамо“, да нам и не дали бы победить. Включился административный ресурс».
В 1991—1992 годах Маслов играл в Словении, выступал за хоккейный клуб «Олимпия» из Любляны. В сезоне 1992—1993 годов он играл в Германии за клуб «Ландсхут» из одноимённого города, забросив 3 шайбы в 28 матчах. Потом на один сезон он возвратился в СКА, а затем, в 1994—1995 годах, играл за клуб «Мальмбергет», выступавший во втором дивизионе чемпионата Швеции по хоккею.
После окончания игровой карьеры Маслов был руководителем петербургской детско-юношеской хоккейной школы «Торнадо». В 1998—1999 годах был главным тренером своего родного клуба СКА (Санкт-Петербург), впоследствии работал вице-президентом Федерации хоккея Санкт-Петербурга.
5 декабря 2012 года Николай Маслов был введён в Галерею славы хоккейного клуба СКА. Штандарт с его портретом и номером 16, под которым он играл в СКА, поднят под своды Ледового дворца в Санкт-Петербурге.
Скончался 18 июля 2017 года в возрасте 57 лет во время тренировки ветеранов хоккея на стадионе «Спартак» в Санкт-Петербурге. Похоронен на Казанском кладбище.

## Достижения
- Бронзовый призёр чемпионата СССР по хоккею — 1987[1].
- Чемпион мира среди молодёжных команд — 1979[1].
- Серебряный призёр чемпионата Европы среди юниорских команд — 1978[1].